# Agathotoma candidissima
Agathotoma candidissima é uma espécie de gastrópode da família Conidae.